# 가락당
가락당은 2020년에 창당된 대한민국의 정당이다.
대한민국 제19대 국회의원 선거에 국민의 힘 소속으로 출마했던 김준수를 주축으로 창당되었다. 창당 당시에는 거지당(巨智黨)이었으나, 2023년에 가락당으로 명칭을 변경했다.
이후 2024년 22대 총선을 앞두고 특권폐지당 창당준비위원회 세력이 합류해 잠시 가락특권폐지당으로 명칭을 바꾸었으며, 총선이 끝난 후 원래 이름으로 되돌아갔다.

## 주요 선거 결과

### 국회의원 선거
|  | 0% |

|  | 0.01% |

|  | 0% |